# Station Iłża
Station Iłża is een spoorwegstation in de Poolse plaats Iłża.